# Montellà i Martinet
Montellà i Martinet, conegut com a Montellà de Cadí, i referit també com a Martinet de Cerdanya, és un municipi de la Baixa Cerdanya. Al municipi antigament se'l coneixia per Montellà perquè era la vila més poblada mentre Martinet era una petita farga situació que va capgirar arran de la construcció de la carretera. Sovint, arran de la seva situació geogràfica, se'l coneix com la porta de la Cerdanya.
Forma part de la subcomarca del Baridà, juntament als municipis de Lles de Cerdanya, el Pont de Bar i el Querforadat.
El municipi agrupa els pobles de Montellà de Cadí, Béixec, Víllec, Bastanist, Estana i Martinet, que exerceix de capital de l'entitat.

## Geografia
- Llista de topònims de Montellà i Martinet (Orografia: muntanyes, serres, collades, indrets..; hidrografia: rius, fonts...; edificis: cases, masies, esglésies, etc).

La vila de Montellà, sembla que darrerament pren relleu el nom de Montellà de Cadí, és un municipi situat a 1.158 m. Fou, fins a l'assentament definitiu de Martinet, el centre històric del municipi (Monteliano, al 843). Va pertànyer a la senyoria del Capítol d'Urgell i tingué castell. Al fossar destaca l'església romànica, del S.XI, de Sant Genís.
Martinet és un municipi situat a 950 metres que, va néixer, com el seu nom indica, a partir de la seva farga on s'emprava un martinet, l'instrument per forjar o fondre metalls que aprofitava la força del Segre. Com a poble i parròquia està documentat des del S.XVI. Depenia del capítol d'Urgell i la parròquia era sufragània de la de Montellà. S'ha convertit en el centre comercial del Baridà a causa de la seva bona situació a peu de l'increment de població ha fet que s'hi hagin traslladat els principals centres administratius des de Montellà. Ha adquirit importància per la bona situació al costat de la N-260 i del Segre. La seva església és Sant Eloi, la qual no té absis, no s'hi fa culte.
Béixec és una entitat de població del municipi que el 2005 tenia 9 habitants censats, tot i que durant l'any només hi viu una sola persona. El nucli es va despoblar el 1993, quan en va marxar la darrera família que hi vivia tot l'any, concretament a cal Carcolze. El 2008, però s'hi instal·là una persona sola, que fa vida tot l'any a cal Jaume. Al poble s'hi han restaurat unes quantes cases i en èpoques de vacances hi ha vida en 8 o 9 llars. Geogràficament, es troba a escassa distància de l'Alt Urgell, fet que el converteix en el poble més occidental de la Cerdanya, juntament amb Arànser. Era una municipi independent fins a la seva incorporació a Montellà i Martinet el 1857. S'hi celebra una concorreguda festa major pels volts de Sant Llorenç.
Una de les muntanyes que hi ha és el Pic del Cabirol de 2.456,5 m.

## Situació
Llevat del poble de Martinet, situat a la riba dreta del Segre, la resta pertany a la baga. El terme actual integra, a més de la vila de Montellà, els nuclis de Martinet, Béixec, Víllec i Estana, a més de diversos masos com el de la Molina, cal Mandrat, cal Sapat, cal Soldat, Santromà, cal Paraire, cal Guasc, cal Gombau i ca la Font. També els antics termes d'Escàs, amb les Valls, de Ridolaina i d'Esconsa, les restes del castell de Sant Romà i el santuari de Bastanist, a part d'algunes bordes disperses. El municipi està regat pel Segre i pels torrents de Ridolaina, de Fontfreda i del Cabiscol.
Les comunicacions es limiten a la carretera N-260, una que puja a Montellà i una tercera que porta fins a Estana i de la qual surten els diferents trencants de Béixec, Bastanist, Víllec, etc.

## Vegetació
Entre la vegetació, hom hi pot observar la pròpia de quasi tots els estatges de la comarca. Així, de les espècies de ribera més comunes entorn del Segre i els torrents, hom passa de la zona dels prats de dalla i de landes, per pujar després a un pis muntà caracteritzat per la pineda de pi roig i pi negre. Per sobre de l'àrea de pi i prat natural resten la tartera i el rocam del Cadí obert per les anomenades canals, on no resulta difícil observar isards o un ocell característic com el pela-roques.

## Demografia
L'any 2019, Montellà i Martinet tenien 579 habitants.
| 1497 f | 1515 f | 1553 f | 1717 | 1787  | 1857  | 1877  | 1887  | 1900 | 1910 |
| ------ | ------ | ------ | ---- | ----- | ----- | ----- | ----- | ---- | ---- |
| 19     | 23     | 19     | 515  | 1.089 | 1.618 | 1.270 | 1.046 | 784  | 863  |

| 1920 | 1930 | 1940 | 1950  | 1960 | 1970 | 1981 | 1990 | 1992 | 1994 |
| ---- | ---- | ---- | ----- | ---- | ---- | ---- | ---- | ---- | ---- |
| 855  | 791  | 698  | 1.018 | 749  | 686  | 540  | 559  | 541  | 541  |

| 1996 | 1998 | 2000 | 2002 | 2004 | 2006 | 2008 | 2010 | 2012 | 2014 |
| ---- | ---- | ---- | ---- | ---- | ---- | ---- | ---- | ---- | ---- |
| 493  | 500  | 507  | 538  | 535  | 606  | 629  | 650  | 683  | 623  |

| 2016 | 2018 | 2020 | 2022 | 2024 | 2026 | 2028 | 2030 | 2032 | 2034 |
| ---- | ---- | ---- | ---- | ---- | ---- | ---- | ---- | ---- | ---- |
| 547  | 554  | 578  | 615  | 620  | -    | -    | -    | -    | -    |

Per pobles:
| Entitat de població  | Habitants (2023) |
| Martinet de Cerdanya | 426              |
| Montellà             | 146              |
| Estana               | 21               |
| Víllec               | 14               |
| Béixec               | 5                |
| Font: Idescat        |                  |

El 1857 incorpora Béixec; el 1970, Víllec i Estana.

## Història[calcitació]
Les primeres dades fan referència als segles x i xi, amb el castell de Sant Genís situat al terme de Montellà, el qual tingué un paper destacat en les lluites entre els comtes de Foix, comtes d'Urgell i barons de Pinós.

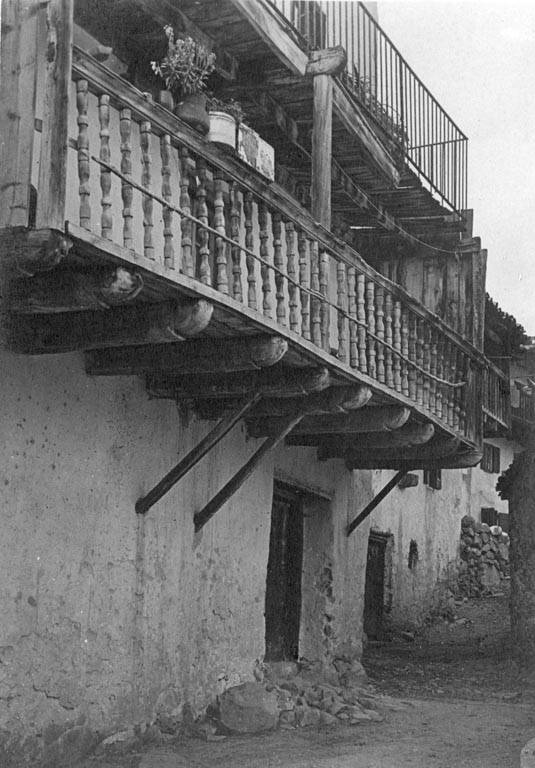
Vista d'un carrer del poble de Martinet (ca. 1927)

Les epidèmies i el terratrèmol de 1429 va causar greus danys a la zona. Després, les contínues guerres de l'època, especialment als atacs dels francesos i l'incipient bandolerisme, van contribuir a fer que la vila es ressentís d'una en el seu aspecte social.
El Tractat dels Pirineus, on es va partir el territori per acontentar els francesos, va deixar la frontera a peus de la població i després de l'era de Napoleó es va tornar a veure involucrada en noves guerres carlistes on es va haver de superar els setges carlins de 1837, 1873 i 1874.
Fins al 1716 va pertànyer a la Vegueria de Cerdanya, i entre el 1716 i el 1833, al corregiment de Puigcerdà, excepte en el període 1812-13, en què fou del Departament del Segre, francès. Des de llavors, és de la província de Lleida. Pertany al partit judicial de la Seu d'Urgell.
Pel que fa a les restes de fortaleses i llocs despoblats, n'hi ha diversos, com el castell de Sant Romà (citat el 1108), que controlava el pas del Berguedà, o bé els nuclis d'Escàs, Esconsa (Esconsa, el 1290), les Valls i Tronxó.
Al lloc dit Prat d'Aguiló, fou un nou refugi l'any 1976, avui de la Federació d'Entitats Excursionistes de Catalunya (FEEC), que en possibilita la utilització com a punt de partida d'excursions pel Cadí.

## Política i Administració
El 2023, l'ajuntament estava compost per 7 regidors de la formació Acord Municipal: l'alcaldessa, Roser Bombardó Bagaria, acompanyada per Maria Dolors Tol Pujol, Pere Ginesta Formentí, Antonio Ribera Mantuné, Lourdes Capdevila Bragulat, Pere Subirana Vidal i Jordi Furne Riera.
En les eleccions municipals l'any 2015, Acord Municipal (AM) va obtindre unanimitat, va guanyar els 7 regidors de l'Ajuntament.

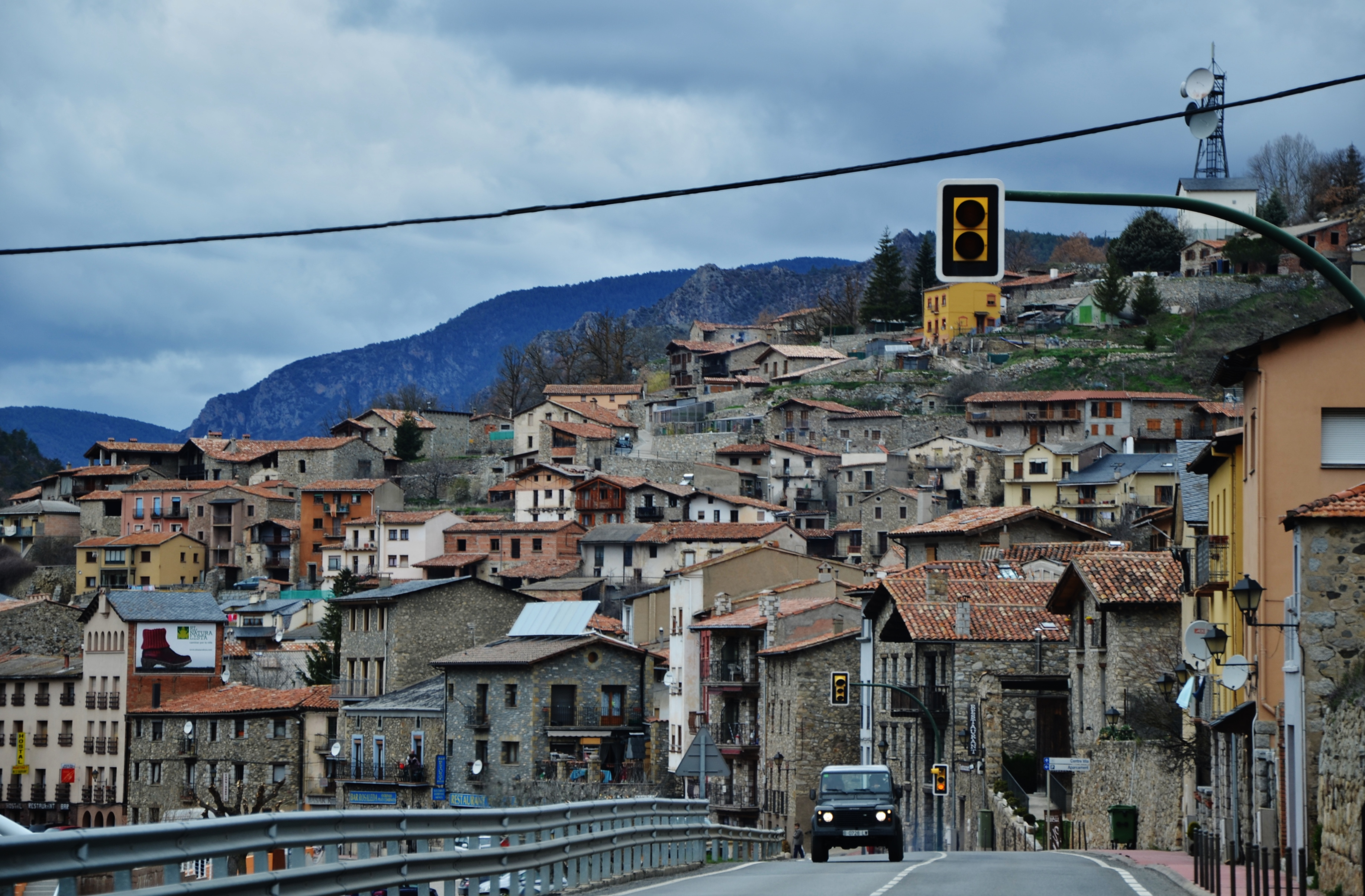
Entrada de Martinet

En les eleccions del maig del 2023, va tornar a guanyar Acord Municipal (AM) amb el 89,60 %  dels vots i una participació del 60.03 %. Com en les eleccions anteriors, va ser l'única formació que es va presentar.

## Indrets d'interès
- Església de Sant Genís de Montellà
- Església de Sant Martí de Víllec
- Santuari de Santa Maria de Bastanist
- Casa del Riu de Martinet
- Parc dels Búnquers de Montellà i Martinet

## Enllaços extens
- Montellà i Martinet - Lloc web oficial